# Charinus jibaossu
Espèce
Charinus jibaossu est une espèce d'amblypyges de la famille des Charinidae.

## Distribution
Cette espèce est endémique du Minas Gerais au Brésil. Elle se rencontre dans des grottes à Arcos et à Pains.

## Description
Les mâles mesurent de 9,05 à 16,00 mm et les femelles de 9,88 à 12,73 mm.
La carapace du mâle décrit par Miranda, Giupponi, Prendini et Scharff en 2021 mesure 3,55 mm de long sur 5,00 mm et celle de la femelle 4,00 mm de long sur 6,10 mm.

## Publication originale
- Vasconcelos, Giupponi & Ferreira, 2014 : « A new species of Charinus from Minas Gerais State, Brazil, with comments on its sexual dimorphism (Arachnida: Amblypygi: Charinidae). » Journal of Arachnology, vol. 42, no 2, p. 155-162 (texte intégral).